# پایپرز ریور، تاسمانی
پایپرز ریور (به انگلیسی: Pipers River) یک شهرک در استرالیا است که در تاسمانی واقع شده‌است.